# Legát Tibor
Legát Tibor (Budapest, 1965. május 8. –) magyar újságíró, énekes, dalszerző.

## Életpályája
1989-től újságíró. A Magyar Narancs újságírója.
Pályája kezdetétől foglalkozik a közösségi közlekedéssel, a fővárosi közlekedés történetével. A Kézi-Chopin és a Lidérc zenekarok (2007) alapítója.

## Művei
- Közlekedik a főváros (2008)
- Buszos könyv (2009)
- Számos villamos (Nagy Zsolt Leventével és Zsigmond Gáborral; 2010)
- Közlekedjünk együtt! (2010)
- Szerbusz trolibusz (Jakab Lászlóval és Nagy Zsolt Leventével; 2011)
- A villamos aranykora: szöveggyűjtemény 1887-1923 (2012)
- Közlekedik a székesfőváros (2014)
- A pesti nő (Sándor Dáviddal; 2018)
- Kérek egy feketét (Sándor Dáviddal; 2019)
- Elfelejtett Budapest (Sándor Dáviddal; 2019)
- Hírdesse büszkén (Sándor Dáviddal; 2019)
- Beat, Pop, Rock (Sándor Dáviddal; 2020)
- Jön a gőzös (Sándor Dáviddal; 2021)
- A nagy kisföldalatti (2021)

## Filmjei
- Just a Gigolo (forgatókönyvíró; 1997)
- Erdőszéli őszikék (forgatókönyvíró; 1999)
- Rövid ideig tartó csend (szereplő; 2005)
- Vasárnapi ebéd (2008)
- Kanapé (szereplő; 2009)
- Ki/Be Tawaret (2011)

## Díjai
- Minőségi Újságírásért díj – A hónap írása (2001)
- Budapestért díj (2021)